# Koning Pellinore
Koning Pellinore is de koning van het land van de Heilige Graal (mogelijk was dit Anglesey) volgens de Arthur-legenden. Hij is de zoon van koning Pellam en broer van de koningen Pelles en Alain, en is bekend door zijn eindeloze jacht naar het Speurbeest, het fabeldier dat hij aan het achtervolgen was toen hij voor het eerst de jonge Arthur ontmoette.
Een memorabel optreden van Koning Pellinore is terug te vinden in T.H. White's roman The Once and Future King, waarin hij een mompelende, doch innemende oude man is die zijn zoektocht naar het Speurbeest niet opgeven kan, opdat het arme dier niet zou sterven van eenzaamheid.